# Liste der Naturdenkmale in Merdingen
| Naturdenkmale | Anzahl |
| ------------- | ------ |
| FND           | 0      |
| END           | 3      |
| Gesamt        | 3      |

Die Liste der Naturdenkmale in Merdingen nennt die verordneten Naturdenkmale (ND) der im baden-württembergischen Landkreis Breisgau-Hochschwarzwald liegenden Gemeinde Merdingen. In Merdingen gibt es insgesamt drei als Naturdenkmal geschützte Objekte, keines ist ein flächenhaftes Naturdenkmal (FND), alle sind Einzelgebilde-Naturdenkmale (END).
Stand: 1. November 2016.

## Einzelgebilde (END)
| Name                             | Bild | Kennung     | Einzelheiten                                          | Position | Fläche Hektar | Datum         |
| -------------------------------- | ---- | ----------- | ----------------------------------------------------- | -------- | ------------- | ------------- |
| 1 Winterlinde auf dem Kirchplatz |      | 83150720002 | Merdingen                                             | ⊙        | 0,0           | 17. Nov. 2006 |
| 1 Winterlinde in der Rittgasse 2 | BW   | 83150720001 | Merdingen Nicht mehr in der LUBW-Datenbank vorhanden. | ⊙        | 0,0           | 17. Nov. 2006 |
| 2 Rosskastanien auf dem Friedhof | BW   | 83150720003 | Merdingen                                             | ⊙        | 0,0           | 17. Nov. 2006 |
| Legende für Naturdenkmal         |      |             |                                                       |          |               |               |